# Kenya Airways

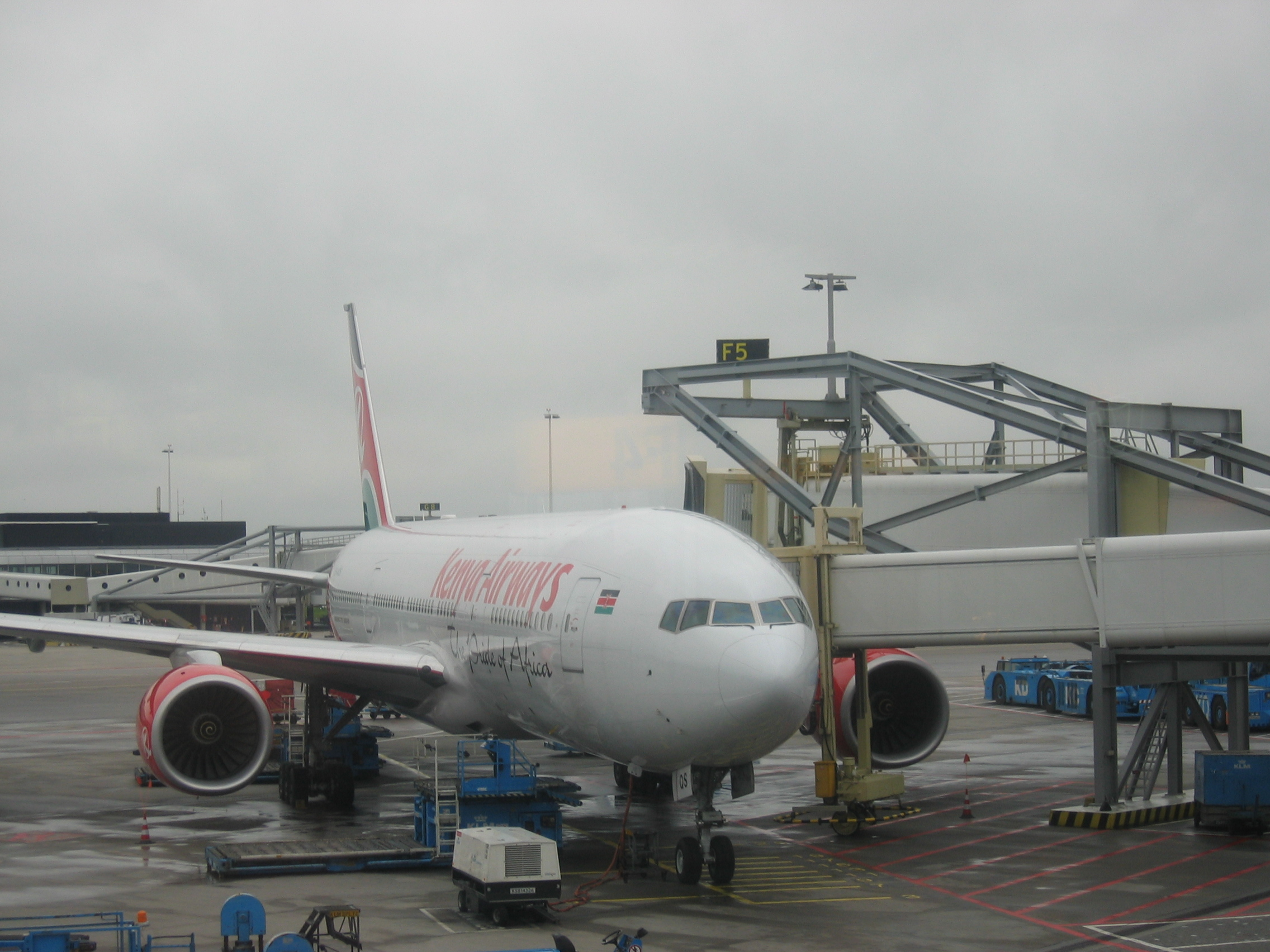
Boeing 777-200ER w Barwach Kenya Airlines na lotnisku Schiphol w Amsterdamie

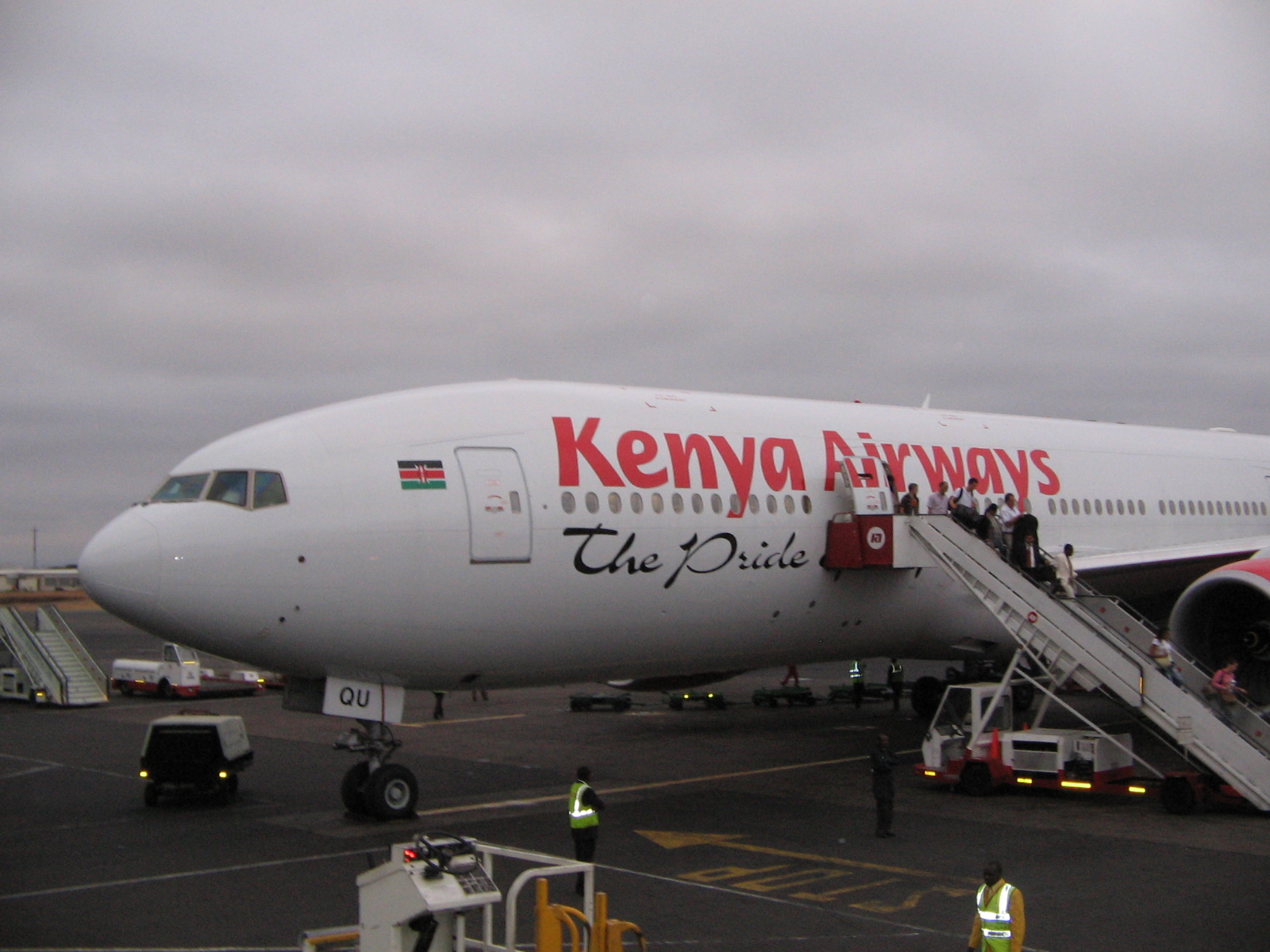
Boeing 777-200ER w barwach Kenya Airways na lotnisku w Nairobi

Kenya Airways – największe linie lotnicze w Kenii i czwarte pod względem wielkości linie lotnicze Afryki (po South African Airways, EgyptAir i Ethiopian Airlines). Linie lotnicze oferują połączenia z całą Afryką i Bliskim Wschodem, Azją i Europą, przy użyciu 30 samolotów. Głównym węzłem jest port lotniczy Jomo Kenyatta w Nairobi. Rezerwowym portem jest port lotniczy Mombasa-Moi.
Agencja ratingowa Skytrax przyznała liniom trzy gwiazdki.

## Historia
Linie lotnicze Kenya Airways zostały założone w lutym 1977 po rozpadzie Wspólnoty Afryki Wschodniej, a w konsekwencji po upadku East African Airways. Linie do kwietnia 1996 były własnością rządu Kenii.
W 1986 rząd Kenii opublikował sesję określającą zapotrzebowanie kraju na rozwój i wzrost gospodarczy. W dokumencie podkreślono, że lepsza byłaby opinia linii lotniczych, gdyby należała do prywatnych inwestorów, co spowodowało pierwsze próby sprywatyzowania linii Kenya Airways. w 1992 rząd opublikował reformę, dającą pierwszeństwo Kenya Airways wśród krajowych firm, do sprywatyzowania.
W latach 1993–1994 linie uzyskały swój pierwszy zysk od początku komercjalizacji, ponadto w 1994 International Finance Corporation (IFC) został powołany do udzielenia pomocy w procesie prywatyzacji. w 1995 Kenya Airways po restrukturyzacji zadłużenia, podpisuje umowę z korporacją KLM, która kupiła 26% udziałów w Kenya Airways i stała się największym udziałowcem w 1996. w kwietniu 2004 linia ponownie wprowadziła własną markę Kenya Airways Cargo.
W 2005 linie zmieniły swoje barwy samolotów. Cztery pasy wzdłuż kadłuba zostały zastąpione słowami Pride of Africa, bądącymi sloganem marketingowym linii, zaś logo KA umieszczone na ogonie zostało zastąpione logiem KQ, od którego zaczynają się oznaczenia lotów Kenya Airways. Od 2004 linia odrabiała długi, notowała duże zyski oraz przewoziła coraz więcej pasażerów.
4 września 2007 linie stały się pełnoprawnym członkiem sojuszu lotniczego SkyTeam.
Kenya Airways posiada również 49% udziałów w tanzańskiej linii lotniczej Precision Air.
W marcu 2007 linia zatrudniała 2048 pracowników.
Od 1 czerwca 2017 do 31 grudnia 2019 prezesem linii Kenya Airlines był Sebastian Mikosz, były dwukrotny prezes PLL LOT.

## Flota
Według stanu na styczeń 2025 flota Kenya Airlines składała się z 34 samolotów, w tym 4 przeznaczonych do transportu cargo, o średnim wieku 13,3 lat:
| Samolot              | Samolot | Samolot   | Liczba miejsc | Liczba miejsc | Liczba miejsc | Uwagi                   |
| Model                | Aktywne | Zamówione | B             | E             | Łącznie       | Uwagi                   |
| -------------------- | ------- | --------- | ------------- | ------------- | ------------- | ----------------------- |
| Boeing 737-800       | 8       | -         | 16            | 129           | 145           |                         |
| Boeing 787-8         | 9       | -         | 30            | 204           | 234           |                         |
| Embraer E190         | 13      | -         | 12            | 84            | 96            |                         |
| Kenya Airlines Cargo |         |           |               |               |               |                         |
| Boeing 737-300SF     | 2       | -         |               |               |               | Pojemność cargo do 18 t |
| Boeing 737-800SF     | 2       | -         |               |               |               | Pojemność cargo do 18 t |
| Łącznie              | 34      | 0         |               |               |               |                         |

### Rozwój floty
W 2004 linia przyjęła dostawę trzech Boeingów 767-300ER w konfiguracji mogącej pomieścić 216 pasażerów, oraz nabyła dwa Boeingi 737-700 z Wingletami. Kolejne dwa Boeingi 767-300ER wzięto w leasing od GECAS, natomiast wycofano Airbusy A310.
W 2006 Kenya Airways zamówiła sześć Boeingów 787, mające zastąpić Boeingi 767-300ER.
W listopadzie 2009 linie wynajęły nowsze samoloty Boeing 767, aby zastąpić starsze wersje samolotu. 
W sierpniu 2010 ogłoszono, że linia wynajmie Boeingi 737-400 od KLM na dwa miesiące.

### Rozrywka na pokładzie
- Boeing 737-800 – Samoloty oferują w klasie biznes system AVOD (Audio Video on Demand), klasa ekonomiczna wyposażona jest w system NVOD (Near video on demand)[9].

- Boeing 787-8 –  Samoloty oferują we wszystkich klasach podróży system AVOD (Audio Video on Demand).

- Embraer E190 – Samoloty wyposażone w indywidualne ekrany dotykowe.

## Katastrofy lotnicze
- 30 stycznia 2000, lot Kenya Airways 431, który obsługiwał Airbus A310, lecący z Abidżanu do Nairobi. Na pokładzie samolotu znajdowało się 169 pasażerów i 10 członków załogi, 10 osób przeżyło katastrofę.

- 5 maja 2007 kontrola ruchu lotniczego z Kamerunu utraciła kontakt z samolotem Boeing 737-800, lot Kenya Airways KQ 507 z Douali w Kamerunie do Nairobi. Na pokładzie samolotu znajdowało się 106 pasażerów i 9 członków załogi.